# Gerson Rodrigues
Gerson Leal Rodrigues Gouveia (Pragal, 20 de junho de 1995) é um futebolista português naturalizado luxemburguês que atua como meia. Atualmente joga pelo Kanchanaburi Power, da Tailândia. Atua pela Seleção Luxemburguesa.

## Carreira
Entre 2013 e 2017, jogou por Swift Hesperange, Racing FC e Fola Esch no futebol luxemburguês. Ele também atuou 12 vezes pelo Telstar (Países Baixos), tendo feito um gol pela equipe.
Jogaria também pelo Sheriff Tiraspol em 2018, disputando 22 partidas e fazendo 8 gols. Em janeiro de 2019, foi contratado pelo Júbilo Iwata, atuando em 15 jogos pela J-League e fazendo 5 gols, deixando o clube em agosto para assinar com o Dínamo de Kiev. Ao final da temporada, sem o meio-campista no elenco, o Júbilo terminou rebaixado à segunda divisão japonesa.
Em 2020, foi emprestado ao Ankaragücü (Turquia), atuando em 11 jogos e fazendo 6 gols. Ao final da temporada, Gerson Rodrigues foi reintegrado ao elenco do Dínamo, sendo autor de um gol na vitória sobre o Shakhtar Donetsk na Supercopa da Ucrânia por 3 a 1, além de ter vencido o Campeonato Ucraniano e a Copa da Ucrânia.
Em agosto de 2021, assinou por empréstimo com o Troyes.
Em 27 de junho de 2022, Gerson foi emprestado ao Al Wehda.

## Seleção Luxemburguesa
Gerson Rodrigues naturalizou-se luxemburguês em 2017, tornando-se elegível para defender a seleção do grão-ducado. Sua estreia internacional foi em março do mesmo ano, na derrota por 3 a 1 para a França nas eliminatórias da Copa de 2018, e o primeiro gol foi na vitória por 2 a 1 sobre a Lituânia, pelas eliminatórias da Eurocopa de 2020.

## Títulos
Sheriff Tiraspol
- Campeonato Moldavo: 1 (2018)

Dínamo de Kiev
- Campeonato Ucraniano: 2020–21[7]
- Copa da Ucrânia: 2020–21[8]
- Supercopa da Ucrânia: 2019, 2020[4]